# Naukometria
Naukometria – ilościowe badania rozwoju nauki jako procesu informacyjnego.